# Jemtchoujina Sotchi
Maillots
Le Jemtchoujina Sotchi (en russe : «Жемчужина-Сочи») est un ancien club russe de football basé à Sotchi, fondé en 1991 et dissout en 2012.

## Histoire

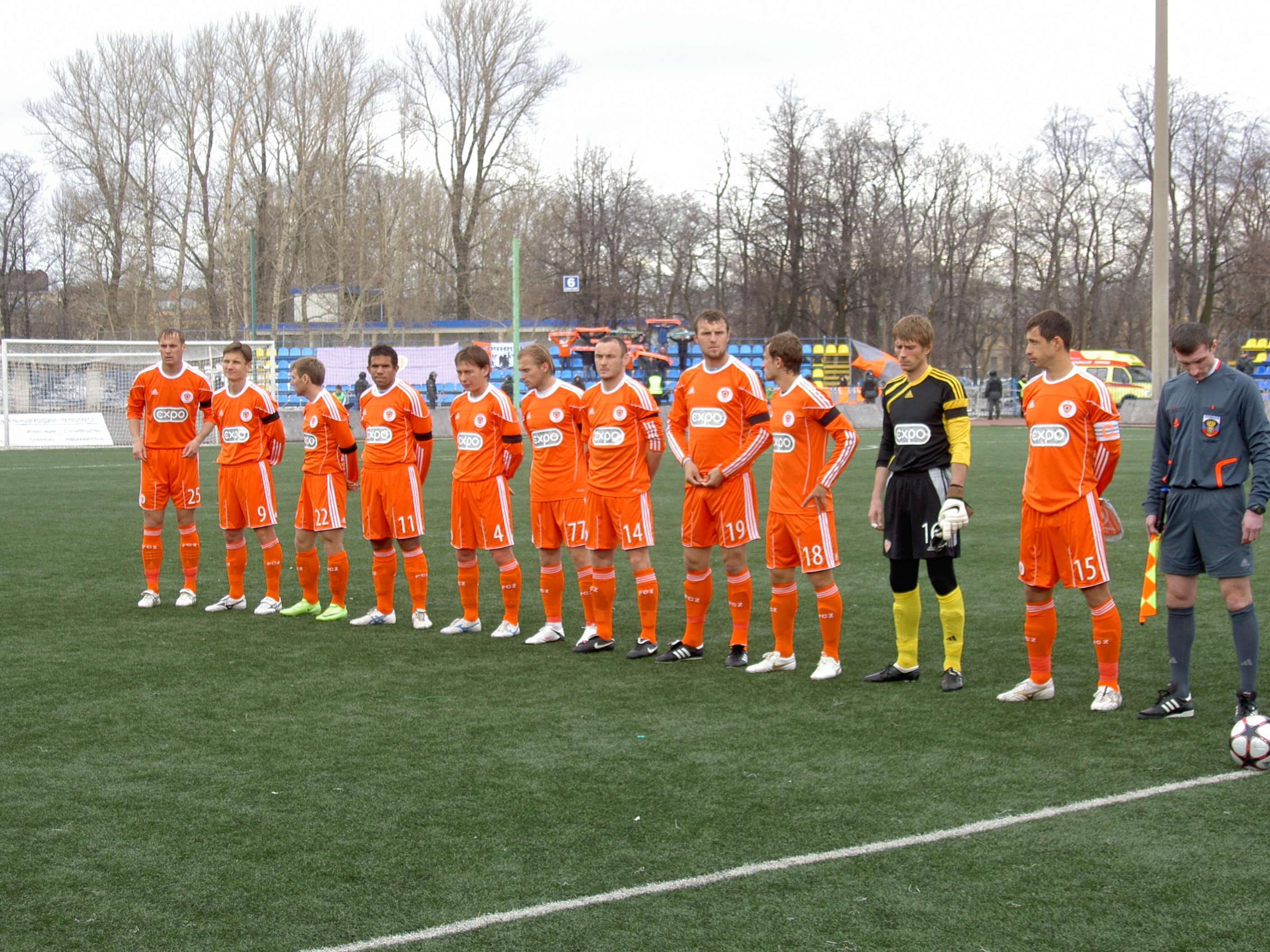
Photo d'équipe du Jemtchoujina en 2010.

### Dates importantes
- 1991 : Fondation du club sous le nom de Jemtchoujina Sotchi
- 2003 : Fermeture du club
- 2007 : Refondation sous le nom de Jemtchoujina-A Sotchi
- 2008 : Le club est renommé Jemtchoujina Sotchi
- 2012 : Fermeture du club

## Bilan sportif

### Palmarès
- Championnat de Russie de D2 (1)
  - Champion : 1992.

### Classements en championnat
La frise ci-dessous résume les classements successifs du club en championnat.

### Bilan par saison
Légende
- Promotion en division supérieure
- Relégation en division inférieure

| Saison      | Championnat  | Championnat  | Championnat  | Championnat  | Championnat  | Championnat  | Championnat  | Championnat  | Championnat  | Championnat  | Coupe de Russie     |
| Saison      | Division     | Pos          | Pts          | J            | V            | N            | D            | BP           | BC           | Diff         | Coupe de Russie     |
| ----------- | ------------ | ------------ | ------------ | ------------ | ------------ | ------------ | ------------ | ------------ | ------------ | ------------ | ------------------- |
| 1991 (URSS) | 4e Zone 4    | 1er          | 64           | 42           | 27           | 10           | 5            | 91           | 33           | +58          | —                   |
| 1992        | 2e Ouest     | 1er          | 53           | 34           | 24           | 5            | 5            | 84           | 40           | +44          | —                   |
| 1993        | 1re          | 13e          | 30           | 34           | 10           | 10           | 14           | 52           | 62           | -10          | Cinquième tour      |
| 1994        | 1re          | 9e           | 27           | 30           | 8            | 11           | 11           | 44           | 48           | -4           | Seizièmes de finale |
| 1995        | 1re          | 13e          | 28           | 30           | 8            | 4            | 18           | 36           | 69           | -33          | Huitièmes de finale |
| 1996        | 1re          | 15e          | 36           | 34           | 10           | 6            | 18           | 38           | 57           | -19          | Huitièmes de finale |
| 1997        | 1re          | 14e          | 40           | 34           | 11           | 7            | 16           | 38           | 51           | -13          | Seizièmes de finale |
| 1998        | 1re          | 13e          | 35           | 30           | 9            | 8            | 13           | 31           | 48           | -17          | Seizièmes de finale |
| 1999        | 1re          | 15e          | 26           | 30           | 5            | 11           | 14           | 29           | 55           | -26          | Huitièmes de finale |
| 2000        | 2e           | 17e          | 43           | 38           | 12           | 7            | 19           | 48           | 70           | -22          | Seizièmes de finale |
| 2001        | 3e Sud       | 9e           | 54           | 38           | 16           | 6            | 16           | 59           | 47           | +12          | Seizièmes de finale |
| 2002        | 3e Sud       | 11e          | 54           | 40           | 16           | 6            | 18           | 60           | 51           | +9           | Deuxième tour       |
| 2003        | 3e Sud       | 18e          | 32           | 38           | 9            | 5            | 24           | 36           | 66           | -30          | Premier tour        |
| 2003        | 3e Sud       | 18e          | 32           | 38           | 9            | 5            | 24           | 36           | 66           | -30          | Deuxième tour       |
| 2004-2006   | Club inactif | Club inactif | Club inactif | Club inactif | Club inactif | Club inactif | Club inactif | Club inactif | Club inactif | Club inactif | Club inactif        |
| 2007        | 4e Sud       | 2e           | 60           | 30           | 19           | 3            | 8            | 53           | 27           | +26          | —                   |
| 2008        | 3e Sud       | 6e           | 54           | 34           | 14           | 12           | 8            | 48           | 30           | +18          | —                   |
| 2009        | 3e Sud       | 1er          | 89           | 34           | 29           | 2            | 3            | 91           | 22           | +69          | Premier tour        |
| 2010        | 2e           | 8e           | 57           | 38           | 16           | 9            | 13           | 45           | 44           | +1           | Cinquième tour      |
| 2011-2012   | 2e           | 20e          | 27           | 38           | 8            | 2            | 28           | 22           | 81           | -59          | Cinquième tour      |
| 2011-2012   | 2e           | 20e          | 27           | 38           | 8            | 2            | 28           | 22           | 81           | -59          | Seizièmes de finale |
| 2012        | 5e Krasnodar | 5e           | 40           | 22           | 11           | 7            | 4            | 37           | 18           | +29          | —                   |

## Personnalités du club

### Entraineurs successifs
- Arsen Naïdionov (en) (1991-1997)
- Anatoly Baidachny (1998-mai 1999)
- Guennadi Afanassiev (mai 1999-juin 1999)
- Viktor Antikhovitch (juin 1999-décembre 1999)
- Arsen Naïdionov (en) (2000)
- Ishtvan Sekech (2001)
- Nazim Suleymanov (2002)
- Arsen Naïdionov (en) (janvier 2003-octobre 2003)
- Guennadi Bondarouk (octobre 2003-décembre 2003)
- Arsen Naïdionov (en) (2007)
- Iouri Nesterenko (janvier 2008-juin 2008)
- Guennadi Bondarouk (juin 2008-juillet 2008)
- Givi Kerachvili (juillet 2008-août 2008)
- Viktor Gouz (août 2008-décembre 2008)
- Oleg Vassilienko (2009-août 2010)
- Zourab Sanaïa (août 2010-septembre 2010)
- Oleg Vassilienko (septembre 2010-décembre 2010)
- Stanislav Tchertchessov (décembre 2010-juillet 2011)
- Aleksandr Toumasian (avril 2012-octobre 2012)
- Iouri Bykov (novembre 2012-avril 2013)

### Joueurs emblématiques
Les joueurs internationaux suivants ont joué pour le club.
- Denis Boïarintsev
- Maksim Demenko
- Oleksandr Horshkov
- Lyubomir Kantonistov
- Arsen Avetisian
- Eduard Partsikyan
- Tigran Petrosyan
- Manuk Kakosyan
- Robert Zebelyan
- Kazemır Qudiyev
- Nazim Suleymanov
- Vitali Bulyga
- Konstantin Kovalenko
- Gennady Tumilovich
- Uladzimir Zhuravel
- Ricardo Baiano
- Marek Čech
- Michal Papadopulos
- Gocha Gogrichiani
- Zurab Ionanidze
- Davit Janashia
- David Khmelidze
- Dimitri Kudinov
- Ruslan Baltiev
- Kazbek Geteriev
- Konstantin Ledovskikh
- Sergey Kovalchuk
- Denis Knitel
- Alexandre Moukanine
- Farkhod Vasiev
- Andriy Vasylytchuk
- Vladimir Shishelov